# Luis Barroso Gómez
Luis Barroso Gómez (Trujillo, 29 de febrero de 1968) es un ex ciclista profesional venezolano.

## Palmarés
1984
1.º CAMPEÓN Vuelta de la Juventud, San Juan de Colon Venezuela
1985
1.º CAMPEÓN Vuelta de la Juventud, San Juan de Colon Venezuela
1986
1.º CAMPEÓN Vuelta de la Juventud, San Juan de Colon Venezuela
1988
- 3.º en Prólogo Vuelta al Táchira, San Cristóbal   Venezuela
- 2.º en 2.ª etapa Vuelta al Táchira, Siberia   Venezuela
- 4.º en 4.ª etapa Vuelta al Táchira, La Grita  Venezuela
- 2.º en 8.ª etapa parte B Vuelta al Táchira, San Cristóbal  Venezuela
- 4.º en 9.ª etapa Vuelta al Táchira, San Cristóbal  Venezuela
- 2.º en Clasificación General Final Vuelta al Táchira  Venezuela
- 4.º en 2.ª etapa parte A Clásico RCN Chía  Colombia
- 7.º en Clasificación General Final Clásico RCN  Colombia

1989
- 1.º en Clasificación General Final Vuelta a Toledo  España

1992
- 2.º en Campeonato de Venezuela de Ciclismo en Ruta, Ruta, Elite,  Venezuela
- 1.º en Clasificación General Final Vuelta al Táchira  Venezuela

1993
- 1.º en Clasificación General Final Vuelta Internacional al Estado Trujillo  Venezuela

## Equipos
- 1988  Desurca Cadafe
- 1990  Seur
- 1992  ZG Mobili - Selle Italia
- 1993  Cadafe